# نادي ليكسينغتون
نادي ليكسينغتون الرياضي (بالإنجليزية: Lexington Sporting Club) هو نادِ كرة قدم أمريكي من مدينة ليكسينغتون بولاية كنتاكي. تأسس عام 2021 وينافس في بطولة الرابطة المتحدة لكرة القدم.

## وصلات خارجية
- الموقع الرسمي